# Episodi di Das Haus Anubis (seconda stagione)
La 'seconda stagione della serie televisiva Das Haus Anubis è stata trasmessa in Germania da Nickelodeon dal 20 settembre 2010 al 6 maggio 2011.
| n°                                    | Titolo originale                                         | Titolo italiano                       | Prima TV originale                    | Prima TV Italia                       |
| Prima parte: Der geheimnisvolle Fluch | Prima parte: Der geheimnisvolle Fluch                    | Prima parte: Der geheimnisvolle Fluch | Prima parte: Der geheimnisvolle Fluch | Prima parte: Der geheimnisvolle Fluch |
| ------------------------------------- | -------------------------------------------------------- | ------------------------------------- | ------------------------------------- | ------------------------------------- |
| 1                                     | Es geht weiter                                           |                                       | 20 settembre 2010                     |                                       |
| 2                                     | Kinderspiel                                              |                                       | 21 settembre 2010                     |                                       |
| 3                                     | Frust und Trauer                                         |                                       | 22 settembre 2010                     |                                       |
| 4                                     | Die Lebensmelodie                                        |                                       | 23 settembre 2010                     |                                       |
| 5                                     | Wie im Märchen                                           |                                       | 24 settembre 2010                     |                                       |
| 6                                     | Der Club hat Glück                                       |                                       | 27 settembre 2010                     |                                       |
| 7                                     | Das gelogene Ende einer wahren Lüge                      |                                       | 28 settembre 2010                     |                                       |
| 8                                     | Ein letzter Atemzug                                      |                                       | 29 settembre 2010                     |                                       |
| 9                                     | Stereo Knall                                             |                                       | 30 settembre 2010                     |                                       |
| 10                                    | Ein heißer Spaß                                          |                                       | 1 ottobre 2010                        |                                       |
| 11                                    | Erinnerst du dich…                                       |                                       | 4 ottobre 2010                        |                                       |
| 12                                    | Spieglein, Spieglein                                     |                                       | 5 ottobre 2010                        |                                       |
| 13                                    | Rosen und Liebe                                          |                                       | 6 ottobre 2010                        |                                       |
| 14                                    | Hörst du auch die Alarm?                                 |                                       | 7 ottobre 2010                        |                                       |
| 15                                    | Die Herrscher der Elemente                               |                                       | 8 ottobre 2010                        |                                       |
| 16                                    | Ein paar Gespräche                                       |                                       | 11 ottobre 2010                       |                                       |
| 17                                    | Auf Alle Fälle, Unfälle                                  |                                       | 12 ottobre 2010                       |                                       |
| 18                                    | Dunkel, dunkel, dunkel                                   |                                       | 13 ottobre 2010                       |                                       |
| 19                                    | Hör auf zu träumen!                                      |                                       | 14 ottobre 2010                       |                                       |
| 20                                    | F.E.U.E.R.                                               |                                       | 15 ottobre 2010                       |                                       |
| 21                                    | Anubis, der Gott                                         |                                       | 18 ottobre 2010                       |                                       |
| 22                                    | Das Böse trägt heute Schwarz                             |                                       | 19 ottobre 2010                       |                                       |
| 23                                    | Der Mann mit der Maske                                   |                                       | 20 ottobre 2010                       |                                       |
| 24                                    | Von einer Perle zur Muschel                              |                                       | 21 ottobre 2010                       |                                       |
| 25                                    | Karaoke und Alles                                        |                                       | 22 ottobre 2010                       |                                       |
| 26                                    | Backstage und On-Stage                                   |                                       | 25 ottobre 2010                       |                                       |
| 27                                    | Finale der Engel!                                        |                                       | 26 ottobre 2010                       |                                       |
| 28                                    | Schritt vor Tritt                                        |                                       | 27 ottobre 2010                       |                                       |
| 29                                    | Alles ist Alles ist Nichts                               |                                       | 28 ottobre 2010                       |                                       |
| 30                                    | Werwölfe, Zaubertränke & Ablenkungen                     |                                       | 29 ottobre 2010                       |                                       |
| 31                                    | Das Ende für Mara (1)                                    |                                       | 1 novembre 2010                       |                                       |
| 32                                    | Die Begrüßung zum Abschied (2)                           |                                       | 2 novembre 2010                       |                                       |
| 33                                    | Der Streit                                               |                                       | 3 novembre 2010                       |                                       |
| 34                                    | Das Bio-Date                                             |                                       | 4 novembre 2010                       |                                       |
| 35                                    | Ring-A-Ring                                              |                                       | 5 novembre 2010                       |                                       |
| 36                                    | Reise zum Mittelpunkt der Gedanken                       |                                       | 8 novembre 2010                       |                                       |
| 37                                    | Sang-Die Trauer                                          |                                       | 9 novembre 2010                       |                                       |
| 38                                    | Delia und ihre schwedischen Gardinen                     |                                       | 10 novembre 2010                      |                                       |
| 39                                    | Explosion im Überschall                                  |                                       | 11 novembre 2010                      |                                       |
| 40                                    | Ai - Die Liebe                                           |                                       | 12 novembre 2010                      |                                       |
| 41                                    | Ein Schritt zu (z)weit                                   |                                       | 15 novembre 2010                      |                                       |
| 42                                    | Horror-Traum-Pyramide                                    |                                       | 16 novembre 2010                      |                                       |
| 43                                    | Rot sehen                                                |                                       | 17 novembre 2010                      |                                       |
| 44                                    | Heiß wie Eis                                             |                                       | 18 novembre 2010                      |                                       |
| 45                                    | Das Picknick                                             |                                       | 19 novembre 2010                      |                                       |
| 46                                    | Der Schwarm                                              |                                       | 22 novembre 2010                      |                                       |
| 47                                    | Wer bekommt Benny?                                       |                                       | 23 novembre 2010                      |                                       |
| 48                                    | Workout                                                  |                                       | 24 novembre 2010                      |                                       |
| 49                                    | Alles oder Aufgeben                                      |                                       | 25 novembre 2010                      |                                       |
| 50                                    | Ganz Geheim-Geheimzimmer                                 |                                       | 26 novembre 2010                      |                                       |
| 51                                    | Thank You                                                |                                       | 29 novembre 2010                      |                                       |
| 52                                    | Benny, du hast das Herz gestohlen                        |                                       | 30 novembre 2010                      |                                       |
| 53                                    | Shh…                                                     |                                       | 1 dicembre 2010                       |                                       |
| 54                                    | Raven                                                    |                                       | 2 dicembre 2010                       |                                       |
| 55                                    | Grüner Daumen                                            |                                       | 3 dicembre 2010                       |                                       |
| 56                                    | Das Fest für Victor                                      |                                       | 6 dicembre 2010                       |                                       |
| 57                                    | Der Tanz-Bösewicht                                       |                                       | 7 dicembre 2010                       |                                       |
| 58                                    | Der Herr und sein Begleiter                              |                                       | 8 dicembre 2010                       |                                       |
| 59                                    | Der Campingausflug beginnt                               |                                       | 9 dicembre 2010                       |                                       |
| 60                                    | Verschwunden im Schloss                                  |                                       | 10 dicembre 2010                      |                                       |
| Seconda parte: Die Auserwählte        |                                                          |                                       |                                       |                                       |
| 61                                    | Maskenball                                               |                                       | 14 febbraio 2011                      |                                       |
| 62                                    | Die Camper                                               |                                       | 15 febbraio 2011                      |                                       |
| 63                                    | Amnesie                                                  |                                       | 16 febbraio 2011                      |                                       |
| 64                                    | Perspektiven des Erwischtwerdens                         |                                       | 17 febbraio 2011                      |                                       |
| 65                                    | Ein neuer Zug für Benny                                  |                                       | 18 febbraio 2011                      |                                       |
| 66                                    | Spielverderber                                           |                                       | 21 febbraio 2011                      |                                       |
| 67                                    | Neue Gefühle                                             |                                       | 22 febbraio 2011                      |                                       |
| 68                                    | Adieu mit Tuch und Tränen                                |                                       | 23 febbraio 2011                      |                                       |
| 69                                    | Gelüste                                                  |                                       | 24 febbraio 2011                      |                                       |
| 70                                    | Tod oder Trance?                                         |                                       | 25 febbraio 2011                      |                                       |
| 71                                    | Köpfe werden rollen                                      |                                       | 28 febbraio 2011                      |                                       |
| 72                                    | Schlaflos im Haus Anubis                                 |                                       | 1 marzo 2011                          |                                       |
| 73                                    | Der Weckruf                                              |                                       | 2 marzo 2011                          |                                       |
| 74                                    | Abracadabra                                              |                                       | 3 marzo 2011                          |                                       |
| 75                                    | Der heimliche Verehrer                                   |                                       | 4 marzo 2011                          |                                       |
| 76                                    | Liebes Wunderland                                        |                                       | 7 marzo 2011                          |                                       |
| 77                                    | Gib mir den Samen                                        |                                       | 8 marzo 2011                          |                                       |
| 78                                    | Das explosive Gebräu                                     |                                       | 9 marzo 2011                          |                                       |
| 79                                    | Die Verrückte                                            |                                       | 10 marzo 2011                         |                                       |
| 80                                    | Die Kuss-Geschichte                                      |                                       | 11 marzo 2011                         |                                       |
| 81                                    | Unglaubwürdig                                            |                                       | 14 marzo 2011                         |                                       |
| 82                                    | Thriller Night                                           |                                       | 15 marzo 2011                         |                                       |
| 83                                    | Liebes-Dreieck                                           |                                       | 16 marzo 2011                         |                                       |
| 84                                    | Blinder Vertrauen                                        |                                       | 17 marzo 2011                         |                                       |
| 85                                    | Ein wildes Treiben                                       |                                       | 18 marzo 2011                         |                                       |
| 86                                    | Main Event - Eine kleine Geschichte von Trauer und Liebe |                                       | 21 marzo 2011                         |                                       |
| 87                                    | Ein Stein im Weg                                         |                                       | 22 marzo 2011                         |                                       |
| 88                                    | Zweimal Spaß                                             |                                       | 23 marzo 2011                         |                                       |
| 89                                    | Die Noten zum Glück                                      |                                       | 24 marzo 2011                         |                                       |
| 90                                    | Ohne Strom                                               |                                       | 25 marzo 2011                         |                                       |
| 91                                    | Spione                                                   |                                       | 28 marzo 2011                         |                                       |
| 92                                    | Deadline                                                 |                                       | 29 marzo 2011                         |                                       |
| 93                                    | Alles läuft schief                                       |                                       | 30 marzo 2011                         |                                       |
| 94                                    | Amors Pfeil                                              |                                       | 31 marzo 2011                         |                                       |
| 95                                    | Delia und die Rache                                      |                                       | 1 aprile 2011                         |                                       |
| 96                                    | Bitte lächeln!                                           |                                       | 4 aprile 2011                         |                                       |
| 97                                    | Geldnot                                                  |                                       | 5 aprile 2011                         |                                       |
| 98                                    | Pech in der Liebe                                        |                                       | 6 aprile 2011                         |                                       |
| 99                                    | Die Beobachterin                                         |                                       | 7 aprile 2011                         |                                       |
| 100                                   | Die Tölpel                                               |                                       | 8 aprile 2011                         |                                       |
| 101                                   | Schreckstarre                                            |                                       | 11 aprile 2011                        |                                       |
| 102                                   | Das geheime Mikrofon                                     |                                       | 12 aprile 2011                        |                                       |
| 103                                   | Schachmatt!                                              |                                       | 13 aprile 2011                        |                                       |
| 104                                   | Das Spiel wird beendet                                   |                                       | 14 aprile 2011                        |                                       |
| 105                                   | Die letzten Fotos                                        |                                       | 15 aprile 2011                        |                                       |
| 106                                   | Lügen in der Not                                         |                                       | 18 aprile 2011                        |                                       |
| 107                                   | Die großen Augen der Daphne                              |                                       | 19 aprile 2011                        |                                       |
| 108                                   | Holzwurm-Alarm                                           |                                       | 20 aprile 2011                        |                                       |
| 109                                   | Zwei Wochen                                              |                                       | 21 aprile 2011                        |                                       |
| 110                                   | Es wird seltsam                                          |                                       | 22 aprile 2011                        |                                       |
| 111                                   | Ghost Busters                                            |                                       | 25 aprile 2011                        |                                       |
| 112                                   | Entschuldigung vom Herzen                                |                                       | 26 aprile 2011                        |                                       |
| 113                                   | Der geheime Kontakt                                      |                                       | 27 aprile 2011                        |                                       |
| 114                                   | Wo ist Mara?                                             |                                       | 28 aprile 2011                        |                                       |
| 115                                   | Zu viel des Guten                                        |                                       | 29 aprile 2011                        |                                       |
| 116                                   | Welcome back, Rosie!                                     |                                       | 2 maggio 2011                         |                                       |
| 117                                   | Die letzte Aufgabe                                       |                                       | 3 maggio 2011                         |                                       |
| 118                                   | Magnus und der Edelstein                                 |                                       | 4 maggio 2011                         |                                       |
| 119                                   | Die letzte Auseinandersetzung                            |                                       | 5 maggio 2011                         |                                       |
| 120                                   | Showdown                                                 |                                       | 6 maggio 2011                         |                                       |